# Sanchosolo
Sanchosolo es un lugar del municipio español de Güeñes, perteneciente a la provincia de Vizcaya, en la comunidad autónoma del País Vasco.

## Toponimia
El lugar puede aparecer referido con las grafías «Sanchosolo» y «Santxosolo».

## Historia
Hacia finales del siglo XIX, el lugar, ya por entonces perteneciente a Güeñes, tenía contabilizada una población de alrededor de medio centenar de habitantes. Aparece descrito en el noveno volumen del Diccionario geográfico, estadístico, histórico, biográfico, postal, municipal, marítimo y eclesiástico de España y sus posesiones de ultramar de Pablo Riera y Sans con las siguientes palabras:

SANCHOSOLO.—L. agreg. al ayunt. de Güeñes, del que dista 1'4 k. Cuenta sobre unos 50 hab. y 13 edif., de los que 1 está inhabitado.—Org. civ. Corresponde á la prov. de Vizcaya y contribuye, con su ayunt., para las elecciones de diputados provinciales y las de Córtes.—Org. mil. C. G. de las Provincias Vascongadas y C. M. de Vizcaya.—Org. ecle. Pertenece á la dióc. de Vitoria, al arciprestazgo de Valmaseda y para las atenciones del culto se sirve de la iglesia más inmediata. — Org. jud. Hállase adscrito al part. jud. de Valmaseda, á la aud. de lo criminal de Bilbao y á la territ. de Búrgos.—Org. econ. Para el pago de contr. depende, con su municipio, de la Admon. de Hacienda de la prov.—S. púb. Recibe y emita la corr. por cn. de Bilbao á Ramales y car. de Güeñes.— Ob. púb. y med. de com. Sus caminos son los de que dispone su ayunt.—Ins. púb. La escuela está en Güeñes, cabecera de su municipio.—Art., of., ind. Su única ind. es la agrícola.—Pob. Son sus casas de sencilla construccion y nada de particular ofrecen. — Sit. geog. y top. (Véase el artículo referente á su ayunt.).
(Riera y Sans, 1886, p. 99)